# Tylochares
Tylochares is een geslacht van vlinders van de familie snuitmotten (Pyralidae), uit de onderfamilie Phycitinae.

## Soorten
- T. anaxia Turner, 1947
- T. cosmiella (Meyrick, 1879)
- T. chionopleura Turner, 1947
- T. endophaga Turner, 1947
- T. epaxia Turner, 1947
- T. eremonoma Turner, 1913
- T. goniosticha Turner, 1915
- T. gypsotypa Turner, 1947
- T. pastopleura Turner, 1947
- T. paucinotata Turner, 1947
- T. prays (Turner, 1947)
- T. proleuca (Lower, 1903)
- T. sceptucha Turner, 1904